# Rudolph Christensen
Rudolph Christensen (født 1849, død 1925) var en dansk grosserer, der var medejer af Christensen & Hansens Efterfölgere. Han er kendt for sin bolig, der nu er Nationalmuseets Klunkehjem.
Den 6. juli 1878 giftede den 29-årige Christensen sig med rigmandsdatteren Elina Hamberg 1855-1941, og bare et år senere i 1879 fik de sønnen Aage Rudolph. I 1880 fik de datteren Gerda Elina, og 2 år senere i 1882 fik de datteren Ellen Martha Kirstine. 
I 1886 købte familien Frederiksholms Kanal 18 i København, og efter en omfattende renovering flyttede familien ind i 1890.
Rudolph Christensen ejede hele ejendommen og lånte også de andre etager ud til andre. Rudolph var meget rig og var en af de 25 rigeste mænd i landet. Familien fik også sit eget badeværelse før kongen som måtte nøjes med et badekar i sit soveværelse på hans kongelige bolig Amalienborg. Rudolph Christensen var også en af de første i landet, der fik telefon i 1901 og havde telefonbog med bl.a. kongen. Christensen havde også hurtigt fået fat i det moderne elektricitet. Dog mens han fik de mange nye ting ønskede resten af lejligheden ikke forandring.
Rudolph Christensen gjorde sin lejlighed endnu mere prestigefyldt og gjorde det til dagens klunkehjem. Christensen fik toilet selvom han boede på anden sal og fik også tidligt håndvask. Som noget nyt fik tjenestefolkene også bedre betingelser, og stuepigen Karen, som arbejdede i lejligheden til sin død, havde også sit eget soveværelse.
Christensen tog tit sin familie med rundt i landet. Han nød især Skagens gode sommervejr og opholdte sig også tit i Cannes (Sydfrankrig) med sin familie. Familien Christensen er især også kendt for at være meget tætte. I modsætning til mange andre "finere" ægtepar delte Christensen og hans hustru Elina seng helt til hans død. Også børnene havde et tæt forhold. Tit sad de to søstre sammen inde i lejligheden hele dagen.
Ved Christensens død i 1925 var Aage flyttet hjemmefra, men døtrene blev boende. Moren døde først i 1941, hvorefter Aage arvede alle pengene. Men de ugifte halvgamle døtre fik lejligheden, som de blev boende i. 
Klunkehjemmet popularitet skyldes, at næsten intet er forandret, så det ligner virkelig et klunkehjem fra klunketiden. I slutningen af 50'erne inviterede døtrene Nationalmuseets direktør på kaffe. Da direktøren så lejligheden, blev hun meget begejstret over sådan en gammel fin perfekt lejlighed. Døtrene ønskede, at Nationalmuseet skulle arve det hele, så "normale folk" kunne nyde af lejligheden og få rundvisninger.
I 1963 døde døtrene med kun et par måneders mellemrum. Herefter arvede Nationalmuseet alt. Det var starten på klunkehjemmets rundvisninger og klunkehjemmet blev officielt en dansk seværdighed.
Maria Førlev, indehaver af designgalleriet Etage Projects, er oldebarn til Rudolph Christensen. 